# Francesco Grassia
Francesco Grassia, noto come Franco Siciliano, (Palermo, 1600 circa – Roma, 23 giugno 1670), è stato uno scultore italiano attivo a Roma nel XVII secolo.

## Biografia

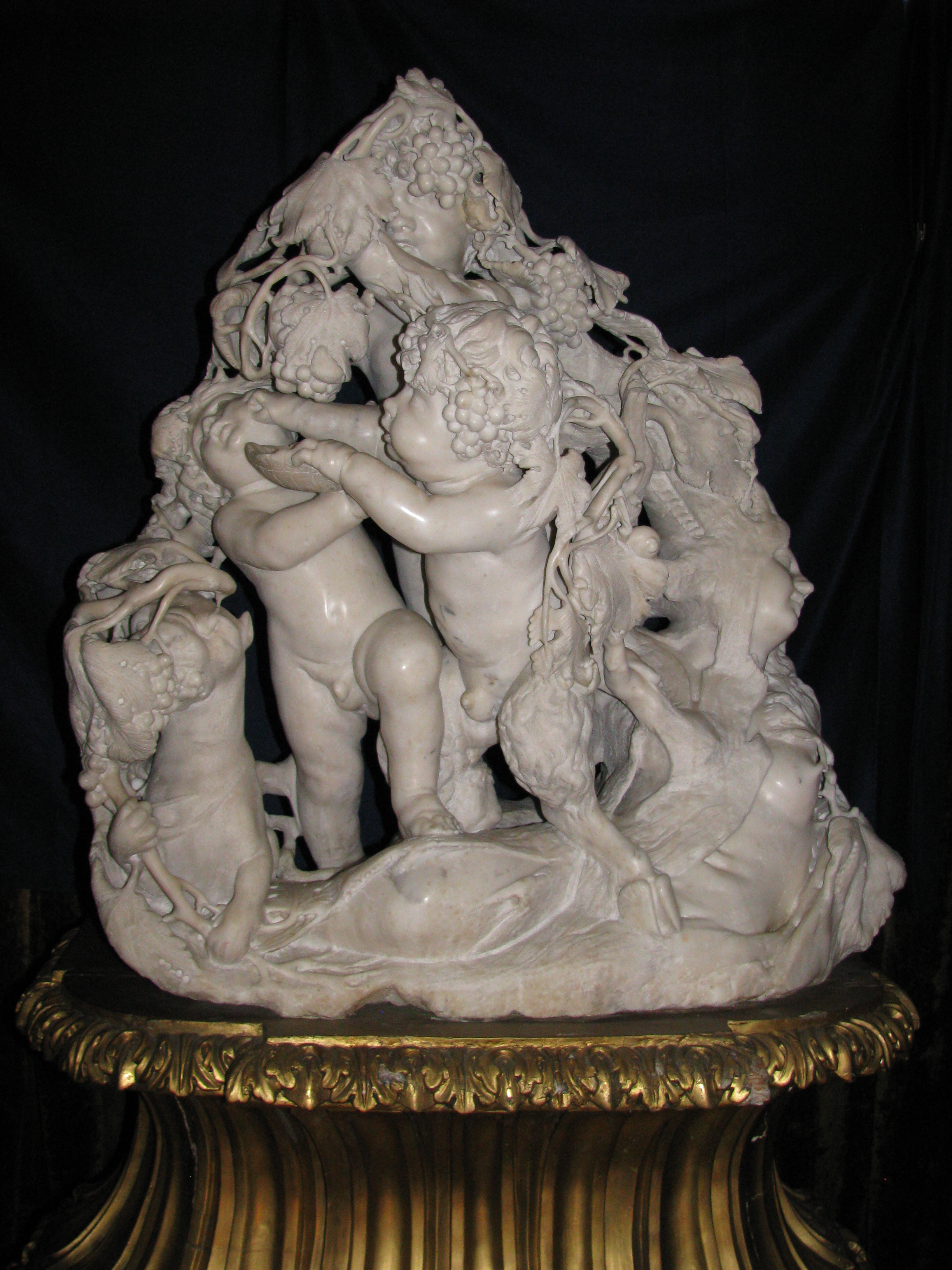
Francesco Grassia "Allegoria della vita umana" marmo, 1661, The Dooley Mansion - Maymont Foundation - Richmond, Virginia

Data la scarna quantità di opere rintracciate e inserite nel catalogo dell'artista e dei pochi documenti giunti a noi che fanno riferimento alla sua vita, riguardo alla vita di Francesco Grassia si hanno poche notizie certe.

Nato a Palermo in data incerta ma presumibilmente agli inizi del 1600, si trasferisce a Roma, già documentato negli anni ’50 del seicento, presso la Parrocchia di Sant'Andrea delle Fratte in vicolo dei Rocchetti.

Del suo nucleo familiare si sa ben poco, tranne il nome del padre, Marcantonio, e della sorella, Giulia, entrambi nominati nel testamento dell'artista.

La vita dello scultore trascorse in modo abbastanza solitario, lontano da legami parentali e instaurando amicizie e conoscenze di umili origini e dai più svariati mestieri legate a lui da una affinità rappresentata dalle modeste condizioni economiche condivise.
Per avere un'idea più precisa riguardo allo status sociale economico dello scultore può essere d'aiuto il testamento redatto prima di morire, dove emerge l'umile universo del Grassia all'interno della sua abitazione dove, non possedendo uno studio separato, adibì una delle stanze a laboratorio artistico: pochi mobili, tre tele di poco valore, argenteria domestica, vestiti e alcuni modelli di creta e cera sono i beni elencati e lasciati in eredità ad amici e parenti, dove si sommano gli ottocento scudi lasciati alla sorella e un interessante gruppo di cinquanta volumi, presumendo una propensione dello scultore all'erudizione, ma che non essendo elencati i titoli dei libri aumentano ulteriormente la difficile lettura culturale e artistica dello scultore.
Francesco Grassia morirà a Roma il 23 giugno del 1670 all'età di settant'anni circa.

## Lo stile e le opere

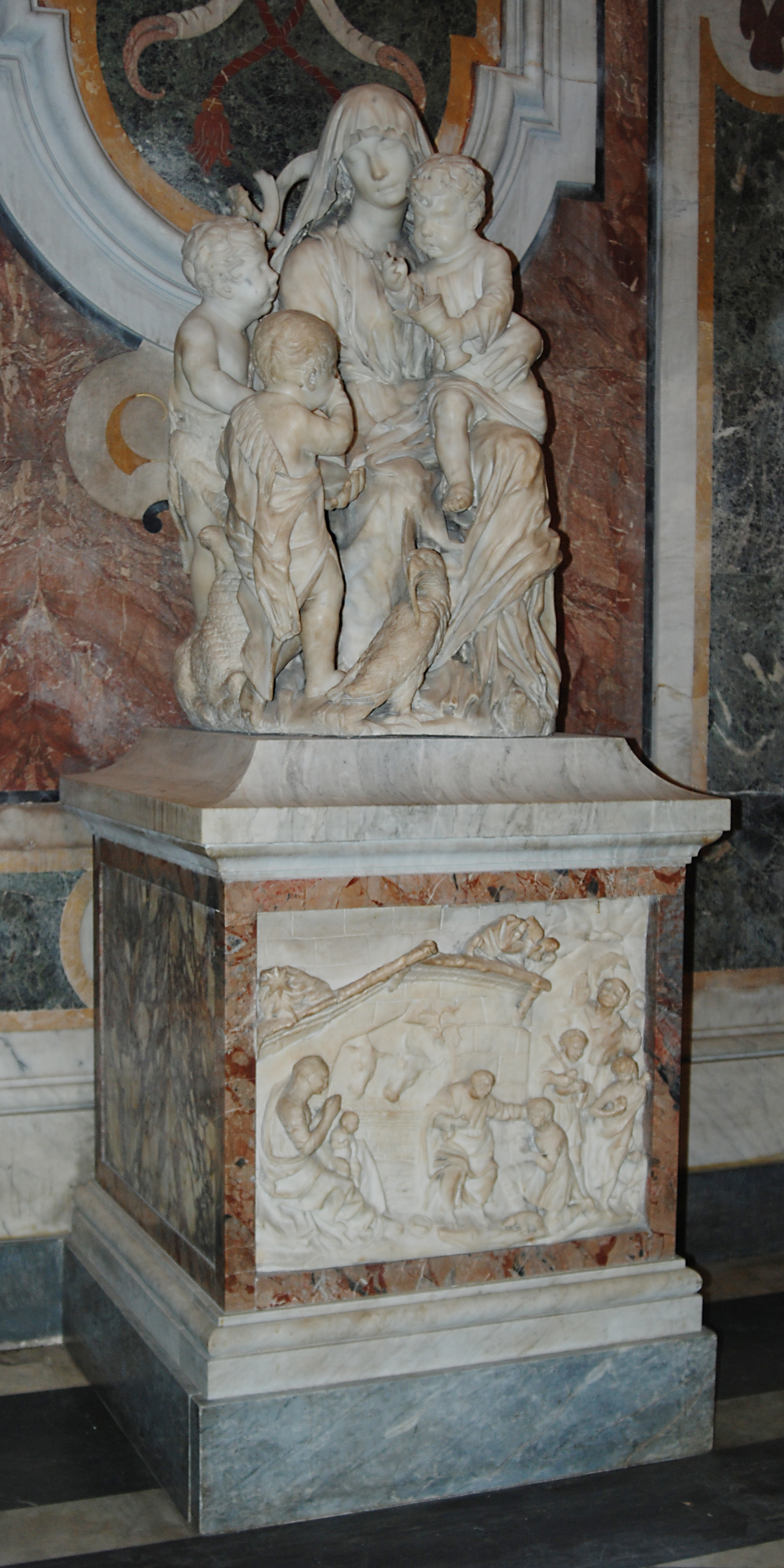
Francesco Grassia "Madonna con bambino e i santi Giovanni Battista e Giovanni evangelista" 1670 circa, Roma - Basilica di Santa Maria sopra Minerva

Dato il silenzio dei suoi contemporanei e delle poche opere giunte a noi, la critica moderna lo considera un artista abbastanza isolato e storicamente quasi dimenticato.

Se non si hanno notizie riguardo alla sua formazione scultorea in Sicilia al suo arrivo a Roma nella prima metà del seicento il Grassia presentava uno stile già definito e personale, chiuso alle novità artistiche, autoreferenziale, influenzato dalle opere di Antonello Gagini, alle composizioni di Nicola Pisano, alle sculture dello spagnolo Juan de Juni e carico di quel tardomanierismo cinquecentesco siciliano già ampiamente superato dai suoi contemporanei romani, propulsori della nuova estetica barocca internazionale.
Questo personalissimo linguaggio disinteressato ad un'evoluzione moderna, portato avanti durante tutti gli anni della sua carriera artistica, lo pose ai margini del “dibattito artistico e culturale” romano.

A dimostrazione di ciò sono anche le volontà testamentarie, che ad esclusione del già defunto barone Giuseppe Matthei Orsini e del figlio Mario, elencano una serie di conoscenze lontana dai salotti dei ricchi mecenati romani.
La sua produzione artistica dovette quindi incentrarsi sulla realizzazione di piccole sculture marmoree dirette al mercato dei collezionisti privati romani che, data una formazione culturale incentrata sul gusto del XVI secolo, apprezzavano il sapore manieristico del Grassia, oppure direzionata a coloro che all'epoca non potevano permettersi le opere che venivano realizzate nelle più importanti botteghe artistiche della città.

Si può ipotizzare che una certa influenza artistica sul linguaggio dello scultore siciliano la possa aver avuta Gian Lorenzo Bernini, in particolar modo alle prime opere giovanili del grande scultore barocco, che influenzarono la realizzazione dell' "Allegoria della vita umana" e di un'opera oggi perduta, la "Verità svelata dal tempo".

Riguardo alla prima, oggi esposta alla Maymont Foundation (The Dooley Mansion) di Richmond in Virginia (venne acquistata nel 1910 a Roma nella Galleria Sangiorgi dalla famiglia Dooley che la porterà poi in America) ne conosciamo la datazione, 1661, grazie ai documenti della famiglia Cardelli di Roma che l'aveva acquistata e per la quale il Grassia riceverà un compenso totale di 360 scudi sotto forma di pensione che sarebbe stata depositata ogni sei mesi al Monte di pietà. In questo caso l'opera venne già attribuita a Pietro e a Gian Lorenzo Bernini viste le citazioni e le ispirazioni delle opere giovanili di sapore ellenistico del grande scultore barocco. L'opera, di non piccole dimensioni (cm 90 x 85) e quasi esclusivamente scolpita con l'utilizzo del trapano, è caratterizzata da forti effetti chiaroscurali simili a quelli in voga in età antoniniana o severiana, mentre barocca è la tematica rappresentata dell'iconografia della vite, riletto anche come Infanzia o Educazione di Pan data la presenza tra di figure come un satiro, una pantera e di un volto di donna tra le radici che rappresenterebbe la madre di Pan.

Della seconda invece, non avendo nessuna descrizione o immagine a riferimento si possono aprire solo ipotesi sul rapporto Grassia – Bernini dato quest'ultimo realizzò un'opera dal medesimo soggetto, conservata nel suo studio fino alla morte e che il Grassia può aver ammirato solo recandosi nella sua bottega, insieme ai visitatori che ammiravano lo scultore all'opera.
Anche considerando questo avvicinamento all'opera di Bernini,  il tentativo del Grassia di aggiornare il proprio linguaggio artistico risulta alquanto contraddittorio, considerando che si avvicina a moduli stilistici già all'epoca superati, all'interno di un mercato collezionistico e pubblico dove si chiedeva di realizzare opere di alto valore simbolico e grande forza comunicativa.

Non a caso le tre opere presenti nelle chiese romane giunte fino a noi sono dono personali dell'artista anziché nate da commissioni pubblico/religiose.
Di queste tre opere certamente la più sorprendente è il "San Girolamo" conservato nella Chiesa di San Girolamo dei Croati che priva di fonti e note documentaristiche, viene inserita dalla critica nel catalogo dell'artista su basi prettamente stilistiche.

Il santo, caratterizzato da un volto ampiamente dettagliato grazie al sapiente uso del trapano che ne dona interessati effetti chiaroscurali, è seduto su di una roccia dal sapore berniniano. Dietro di lui, all'interno delle fronde di un lauro dalle forti reminiscenze arcaico-medioevali, vi è un'aquila che sostiene un cartiglio dove si può leggere ambiens terrena gentiles e due putti, metafora della voce divina, che sembra stiano suggerendo e ispirando i pensieri che il santo va trascrivendo nel libro, questo realisticamente rappresentato, appoggiato sulle ginocchia e sostenuto dall'avambraccio e da una mano di notevole realizzazione scultorea, dove si possono leggere le influenze di Alessandro Vittoria o Francesco Mochi. A destra della composizione vi è un leone, simbolo iconografico del santo, che qui viene scolpito con il capo quasi completamente ritorto all'indietro in una posizione volutamente innaturale, adagiato accanto al calamaio con penna sul quale si può leggere incisa una “G” e accanto altre lettere, che potrebbero comporre per esteso il cognome dell'autore.
Più composta ma altrettanto originale dal punto di vista iconografico è la "Madonna col Bambino e i Santi Giovanni Battista e Giovanni Evangelista". Conservata nella cappella di San Domenico della Basilica di Santa Maria sopra Minerva è posizionata sopra un basamento marmoreo caratterizzato da un bassorilievo raffigurante un'Adorazione dei pastori, che se inizialmente era stato attribuito al Grassia dato l'arcaismo dell'impostazione iconografica, viste le sproporzioni evidenti tra i vari personaggi la critica moderna ne ha quasi del tutto tolto la paternità.

Firmata e datata dallo scultore (sul bordo della veste della Vergine si può leggere Franciscus Grassia Panormitanus don fec an MDCLXX), verrà donata ai padri Domenicani il 23 gennaio del 1670 a patto che alla sua morte venisse disposta la sua sepoltura l'interno della basilica.

L'arcaismo del Grassia in questo caso raggiunge i suoi massimi nel volto della vergine, straordinario esempio di arte siciliana, dove emerge la tradizione figurativa nei dettagli del velo della Madonna e nelle vesti dei fanciulli, ma anche nel dialogo, creato dai silenti sguardi tra personaggi e dalla loro semplice gestualità dove emerge originale l'impostazione iconografica della composizione: un Gesù bambino centrale in grembo alla Madonna che si porge nell'atto di benedire il calice, rivolto verso i santi Battista ed Evangelista, scolpiti alla sinistra del gruppo, mentre in primo piano alla base del gruppo vi è un'aquila, simbolo iconografico di Giovanni Evangelista.
Infine l'opera "Adorazione dei pastori" conservata nella Chiesa dei Santi Ildefonso e Tommaso da Villanova, la più grande dell'artista giunta fino a noi, è considerata dalla critica l'ultima scultura alla quale il Grassia lavori prima di morire.

Donata alla chiesa dai suoi esecutori testamentari su indicazioni del Grassia l'opera, come già il Titi riporta eseguita in un tempo abbastanza lungo e con molta fatica da parte dello scultore, presenta una sintesi dei limiti e del linguaggio dello scultore, dove un caotico insieme di personaggi ha la meglio sulla ragione compositiva. Divisa orizzontalmente in due diverse scene, nella parte bassa viene rappresentata l'Adorazione dei pastori con al centro la capanna e ai lati i pastori nella loro più classica interpretazione intenti anche in questo caso in un silente e delicato dialogo nato dagli sguardi dei vari personaggi, che si contrappone alla scena nella parte alta dell'altorilievo, dove l'Epifania di Dio Padre, qui inserito al centro della composizione, viene rappresentata all'interno di un turbinio di putti e angeli svolazzanti. Un horror vacui artistico che nelle spalle nude e nelle pose vagamente maliziose lascia però intravedere un'apertura verso le raffinate anticipazioni del linguaggio artistico settecentesco.

## Opere disperse

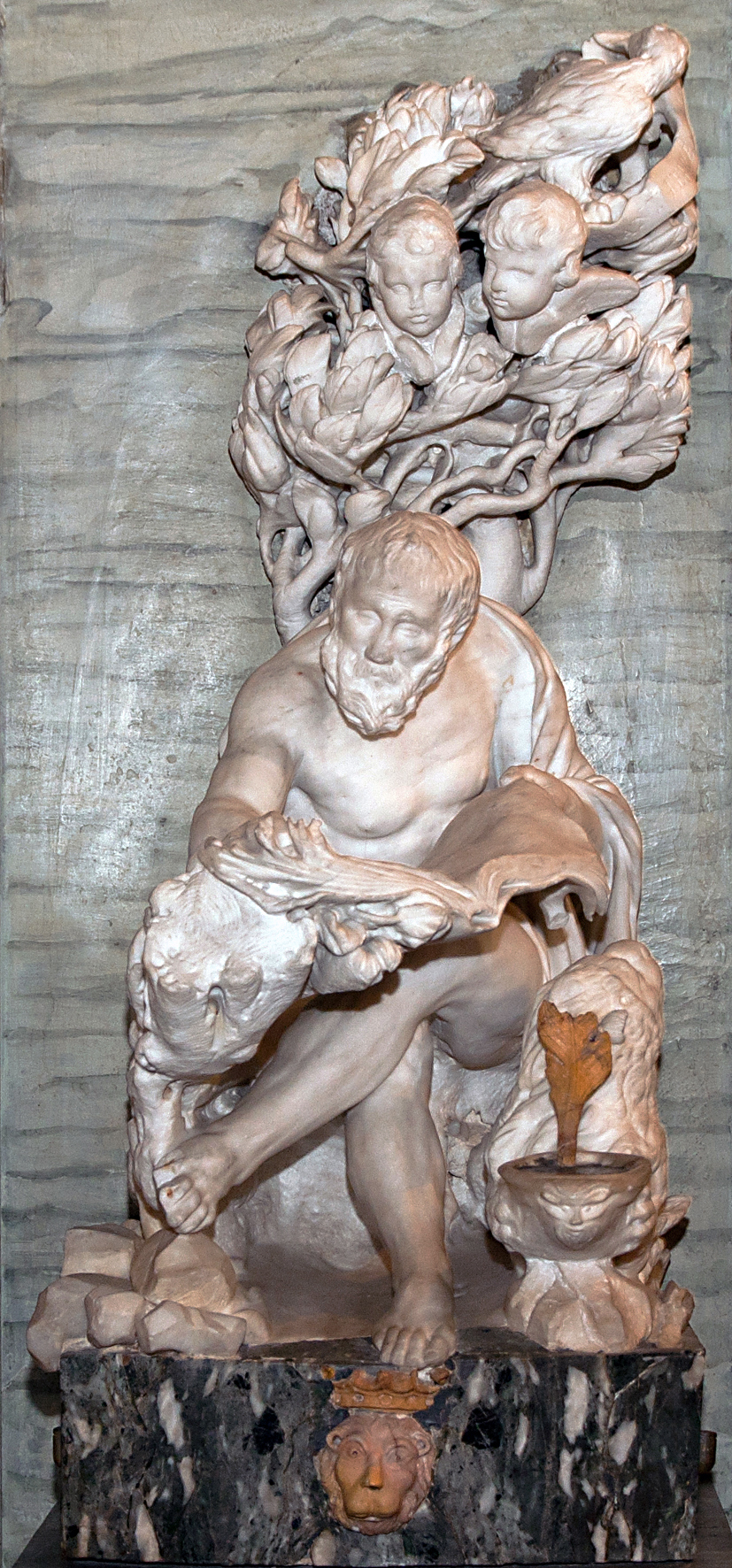
Francesco Grassia "San Girolamo" Roma - Chiesa di San Girolamo dei Croati

La tipologia di opere che hanno caratterizzato la carriera artistica del Grassia, di piccole dimensioni e rivolte direttamente ai salotti delle famiglie romane, non ha aiutato alla conservazione e archiviazione delle stesse, finendo per disperderne le notizie della loro esistenza all'interno del mercato collezionistico.

Se escludiamo le tre sculture presenti nelle chiese di Roma, l'"Allegoria della vita umana" è a oggi l'unica opere del genere giunta fino a noi.

La scultura "Verità svelata dal tempo" risulta nel suo testamento come eredità a Giacinto Rosati, che firma una ricevuta nel 1670 per aver acquisito il marmo abbozzato.

È il testamento infatti a fornire maggiori informazioni riguardo alla tipologia di soggetti e opere che il Grassia potrebbe aver realizzato all'interno della sua carriera artistica.

Alla famiglia Orsini lascia un gruppetto di statue in marmo che raffigurano un "Cupido che piange" e un "Cupido che taglia un albero", mentre numerosi sono i bozzetti in cera e gesso elencati all'interno del suo studio e lasciati sempre in eredità, tra i quali vi erano un modello di angelo in gesso, sei tondini/ritratto in terracotta e gesso, una copia del Torso del Belvedere e un Ercole in cera.

Lasciate in eredità ad amici di mediocre status sociale (e quindi non inserite in prestigiose collezioni), data la dimensione ridotta delle opere elencate e il materiale facilmente deteriorabile dei bozzetti le opere sono andate disperse nei secoli.

## Retaggio e critica
Le poche notizie e le poche opere giunte fino a noi non hanno aiutato lo scultore ad emergere all'interno della storia dell'arte, relegandolo ad un ruolo puramente marginale.
Ignorato dalla letteratura artistica e dai suoi contemporanei, l'unico che ne fa una seppur piccola citazione sarà il Titi nel 1675 all'interno di Studio di pittura, scoltura et architettura nelle chiese di Roma, citando l'altorilievo dell'Adorazione dei pastori conservato all'interno della Chiesa dei Santi Ildefonso e Tommaso da Villanova.
Sarà solo nel XX secolo che dapprima il Lopresti all'interno della rivista Arte, nel 1927, ne analizza le tre sculture presenti a Roma e poi nel 1958 Italo Faldi in Paragone, sulla base di nuove informazioni pervenute da documenti dell'archivio della famiglia Cardarelli ne studia alcuni aspetti e ne attribuisce una nuova opera, tesi in seguito ripresa e approfondita da Chappell nel 1983. Ma per poi tornare nell'oblio della storia dell'arte senza ulteriori brillanti interventi e studi da parte della critica moderna.
Dato il suo stile, definito arcaico, manieristico, originale e in alcuni casi anche bizzarro, la mancanza di un nucleo famigliare e di allievi all'interno della sua bottega e la dispersione dei bozzetti e dei disegni preparatori hanno fatto sì che il suo originale linguaggio e le ultime sue aperture verso soluzioni espressive più moderne restassero senza seguito, lasciando le sculture pervenute fino a noi come un unicum all'interno nel panorama romano del XVII secolo.